# Voetveer Puttershoek - Groote Lindt
Het Voetveer Puttershoek - Groote Lindt is een fiets- en voetveerverbinding over de Oude Maas tussen de plaatsen Puttershoek en Groote Lindt in Zuid-Holland, Nederland. Het vervoert voetgangers en fietsers. Een enkele overtocht kost in 2021  €1,70.

## Geschiedenis
Het veer over de Oude Maas wordt voor het eerst genoemd in 1439. Het was eeuwenlang een veel gebruikt wagenveer. Nadat in 1888 de Barendrechtse brug werd geopend nam de belangstelling voor de pont geleidelijk af. Na 1945 voer er alleen nog een door een particulier geëxploiteerd fiets- en voetveer. 
Aan het eind van de jaren 1960 werd het veer overgenomen door de toenmalige gemeente Puttershoek. De gemeente Zwijndrecht en de provincie Zuid-Holland verstrekten financiële steun. In 2001 stopte de provincie met de steun en ook Zwijndrecht zette in 2005 de subsidiëring stop. De gemeente Binnenmaas heeft vervolgens de exploitatie overgedragen aan de stichting Vrienden van de Voetveren. Er maken anno 2015 dagelijks tientallen scholieren en werkenden gebruik van de verbinding. In de zomermaanden vervoert men jaarlijks meer dan 10.000 wandelaars en fietsers.